# Rico Rodriguez
Roy Rico Rodriguez II (College Station, 31 de julho de 1998) é um ator americano, conhecido por seu papel de Manny Delgado no seriado da ABC, Modern Family, que lhe rendeu dois prêmios Screen Actors Guild de melhor elenco em série de comédia.

## Carreira
É filho de Diane e Roy Rodriguez, que possuem seu próprio negócio. Similar ao seu personagem em Modern Family, ele é um tio para cinco sobrinhas. Rodriguez não havia considerado tornar-se um ator até 2006, quando sua irmã começou a atuar. Ele é o irmão mais novo da atriz Raini Rodriguez.

## Filmografia

### Televisão
- Jimmy Kimmel Live! (2006–2007) – Criança do Sorvete (10 episódios)
- Cory in the House (2007) – Rico (21 episódios)
- 'Til Death (2007) (1 episódio)
- ER (2007) - James (1 episódio)
- Nip/Tuck (2007) - Kid #1 (1 episódio)
- iCarly (2007) - Boy riding toy horse
- My Name Is Earl (2008) - Kid (1 episódio)
- Modern Family (2009–2020) - Manny Delgado
- Kids' Choice Awards (2011) - Apresentador
- Kick Buttowski: Suburban Daredevil (2011) - (1 episódio)
- Good Luck Charlie (2011) – Leo (1 episódio)
- Sesame Street (2010) - Apresentador
- Austin & Ally JJ Dela Rosa
- NCIS Travis
- Ho Ho Holiday Special - Ele mesmo
- A Modern Farewell - Ele mesmo

Documentário Modern Family

### Filmes
- Epic Movie (não creditado) (2007) - Chanchito
- Parker (2007) - Kid on Playground #2
- Babysitters Beware (2008) - Marco
- Opposite Day (2009) - Zelador
- The Muppets (2011) - Participação Especial
- The Alma Awards (2011) - ele mesmo

## Prêmios e indicações
- 2010: Young Artist Award de mais novo ator em série de TV (compartilhou com Nolan Gould e Ariel Winter) (Venceu)
- 2012: Teen Choice Awards de melhor performance masculina na Tv (Indicado)
- 2011: Young Artist Award  de mais novo ator em série de TV (compartilhou com Nolan Gould e Ariel Winter) (Indicado)
- 2011: Teen Choice Award para cena favorita da TV (indicado)